# Francisco Asenjo Barbieri
Francisco de Asis Asenjo Barbieri (eigenlijk: Francisco Asenjo) (Madrid, 3 augustus 1823 – aldaar, 19 februari 1894) was een Spaans componist, dirigent, musicoloog, zanger en muziekcriticus.

## Levensloop
Asenjo nam later de naam van zijn grootvader Barbieri aan, directeur van het Teatro de la Cruz. Daar kwam hij als klein jongetje voor het eerst in contact met het theater en de muziek. Zijn eerste muziekleraar was José Ordóñez Mayorito. Later ging hij naar het Real Conservatorio Superior de Música de Madrid en studeerde daar klarinet bij Ramón Broca, piano bij Pedro Albéniz, zang bij Baltasar Saldoni en compositie bij Ramón Carnicer.
Tussen 1841 en 1844 speelde hij klarinet in de Banda de Quinto Batallón de la Milicia Nacional. Hij was in deze periode ook actief op Fiestas en werkzaam als zanger, pianoleraar, koordirigent en componist van populaire liederen en dansen. In 1845 werd hij in Salamanca maestro de música aan de Escuela de Nobles y Bellas Artes de San Eloy en directeur van het Liceo Salmantino.
In 1847 debuteerde hij als operazanger in Italië met Il Buontempone. Als promotor van de Spaanse opera stichtte hij La España Musical. Hij bekostigde zijn muzikale werk als journalist, muziekcriticus (voor La Ilustración) en tolk aan het Teatro del Real Palacio.
In 1848 werd hij tweede dirigent, secretaris en leider van het muziekarchief van het Liceo Artístico y Literario de Madrid.
In 1850 schreef hij als bijdrage aan de ontwikkeling van de Spaanse muzikale theatervorm zijn eerste zarzuela. In een groep van componisten met Cristóbal Domingo Romualdo Oudrid, Joaquín Gaztambide Garbayo en Pascual Emilio Arrieta y Corera stond hij centraal en werkte hij sinds 1851 aan het Teatro del Circo, leidde hij het koor en deed hij nog ander werk. In 1856 werd het Teatro de la Zarzuela de Madrid geopend en hij organiseerde en dirigeerde daar concerten. In 1860 stichtte hij de Sociedad Artístico-Musical de Socorros Mutuos en in 1866 de Sociedad de Conciertos, het gezelschap voor orkestmuziek. Hij was het die het symfonische repertoire uit vooral Duitsland introduceerde. Hij was ook medeoprichter van de Sociedad de Bibliófilos españoles in 1866 en directeur van het Teatro real en la temporada van 1869 tot 1870.
Asenjo Barbieri was redacteur van het boek Reseña histórica de la zarzuela uit 1864.
Hij werd meerdere malen onderscheiden en was een belangrijke figuur voor de Spaanse muziek.

## Composities

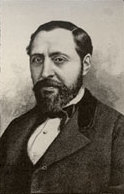

### Werken voor banda (harmonieorkest)
- Fantasia uit "Pan y toros"
- Gran fantasía uit "El Barberillo de Lavapiés"
  1. Preludio, coro general y entrade de Lamparilla
  2. Zapateado (canción de Paloma)
  3. Cuarteto y Caleseras de Lavapiés
  4. Tiranas
  5. Jota de los estudiantes
  6. Seguidillas manchegas

### Muziektheater

#### Zarzuelas
| Voltooid in | titel | aktes    | première                                        | libretto                                         |
| ----------- | --- | -------- | ----------------------------------------------- | ------------------------------------------------ |
| 1850        | Gloria y peluca | 1 akte   | 9 maart 1850, Madrid, Teatro Variedades         | José de la Villa del Valle                       |
| 1850        | Tramoya | 1 akte   | 27 juni 1850, Madrid, Teatro Los Basilios       | José de Olona                                    |
| 1850        | Escenas en Chamberí; (samen met: Joaquín Gaztambide Garbayo, Rafael Hernando Palomar en Cristóbal Domingo Romualdo Oudrid)                                      | 1 akte   | 19 november 1850, Madrid, Teatro Variedades     | José de Olona                                    |
| 1850        | La picaresca; (samen met: Joaquín Gaztambide Garbayo) | 2 aktes  | 29 maart 1851, Madrid, Teatro Circo             | Carlos García Doncel en Eduardo Asquerino        |
| 1851        | Jugar con fuego | 3 aktes  | 6 oktober 1851, Madrid, Teatro Circo            | Ventura de la Vega                               |
| 1851        | Por seguir a una mujer viaje; (samen met: Joaquín Gaztambide Garbayo en Rafael Hernando Palomar, José Inzenga Castallanos en Cristóbal Domingo Romualdo Oudrid) | 4 scènes | 24 december 1851, Madrid, Teatro Circo          | José de Olona                                    |
| 1852        | El Manzanares | 1 akte   | 1852, Madrid                                    | Mariano Pina y Bohigas                           |
| 1852        | Gracias a Dios que está puesta la mesa! | 1 akte   | 24 december 1852, Madrid, Teatro Circo          | José de Olona                                    |
| 1853        | El marqués de Caravaca | 2 aktes  | 8 april 1853, Madrid, Teatro Circo              | Ventura de la Vega                               |
| 1853        | Don Simplicio Bodadilla; (samen met: Joaquín Gaztambide Garbayo, Rafael Hernando Palomar en José Inzenga Castallanos)                                           | 3 aktes  | 7 mei 1853, Madrid, Teatro Circo                | Manuel Tamayo y Baus en Victorino Tamayo y Baus  |
| 1853        | Galanteos en Venecia | 3 aktes  | 24 december 1853, Madrid, Teatro Circo          | José de Olona                                    |
| 1854        | Aventura de un cantante | 1 akte   | 16 april 1854, Madrid, Teatro Circo             | José María Gutiérrez de Alba                     |
| 1854        | Los diamantes de la Corona | 3 aktes  | 15 september 1854, Madrid, Teatro Variedades    | Francisco Camprodón, naar Augustin Eugène Scribe |
| 1855        | Mis dos mujeres | 3 aktes  | 26 maart 1855, Madrid, Teatro Circo             | Luis de Olona                                    |
| 1855        | Los dos ciegos | 1 akte   | 25 oktober 1855, Madrid, Teatro Circo           | Luis de Olona                                    |
| 1855        | El sargento Federico; (samen met: Joaquín Gaztambide Garbayo)                                                                                                   | 4 aktes  | 22 december 1855, Madrid, Teatro Circo          | José de Olona                                    |
| 1855        | Los comuneros |          | 14 november 1855, Madrid, Teatro Circo          | Adelardo López de Ayala                          |
| 1855        | El vizconde | 1 akte   | 1 december 1855, Madrid, Teatro Circo           | Francisco Camprodón                              |
| 1856        | El diablo en el poder | 3 aktes  | 14 december 1856, Madrid, Teatro de la Zarzuela | Francisco Camprodón                              |
| 1857        | El relámpago | 3 aktes  | 1857, Madrid, Teatro de la Zarzuela             | Francisco Camprodón                              |
| 1858        | Amar sin conocer; (samen met: Joaquín Gaztambide Garbayo) | 3 aktes  | 24 april 1858, Madrid, Teatro de la Zarzuela    | Luis de Olona                                    |
| 1858        | Un caballero particular | 1 akte   | 28 juni 1858, Madrid, Teatro de la Zarzuela     | Carlos Frontaura                                 |
| 1858        | Por conquista | 1 akte   | 5 februari 1858, Madrid, Teatro de la Zarzuela  | Francisco Camprodón                              |
| 1858        | El robo de las sabinas | 2 aktes  | 25 december 1858, Madrid                        | Antonio García Gutiérrez                         |
| 1859        | Entre mi mujer y el negro | 2 aktes  | 14 oktober 1859, Madrid, Teatro de la Zarzuela  | Luís de Olona                                    |
| 1859        | El niño | 1 akte   | 15 juni 1859, Madrid, Teatro de la Zarzuela     | Mariano Pina Domínguez                           |
| 1861        | Un tesoro escondido | 3 aktes  | 12 november 1861, Madrid                        | Ventura de la Vega                               |
| 1862        | El secreto de una dama | 3 aktes  | 20 december 1862, Madrid                        | Luis Rivera                                      |
| 1863        | Dos pichones del Turia | 1 akte   | 28 december 1863, Madrid, Teatro de la Zarzuela | Rafael María Liern                               |
| 1864        | Pan y toros | 3 aktes  | 22 december 1864, Madrid, Teatro de la Zarzuela | José Picón                                       |
| 1866        | Gibraltar en 1890 | 1 akte   | 22 januari 1866, Madrid, Teatro de la Zarzuela  | José Picón                                       |
| 1868        | El pan de la boda | 2 aktes  | 24 oktober 1868, Madrid, Teatro Circo           | Francisco Camprodón                              |
| 1869        | Le trésor caché | 3 aktes  |                                                 | Ventura de la Vega                               |
| 1870        | Robinsón Crusoe | 3 aktes  | 18 maart 1870, Madrid                           | Rafael García Santisteban                        |
| 1871        | Los holgazanes | 3 aktes  | 1871, Madrid                                    | José Picón                                       |
| 1871        | Don Pacífico of: El dómine irresoluto | 1 akte   | 14 oktober 1871, Madrid, Teatro de la Zarzuela  | Antonio María Segovia                            |
| 1871        | El hombres es débil | 1 akte   | 14 oktober 1871, Madrid, Teatro de la Zarzuela  | Mariano Pina Domínguez                           |
| 1872        | Sueños de oro | 9 aktes  | 22 december 1872, Madrid, Teatro de la Zarzuela | Luis Mariano de Larra y Wetoret                  |
| 1873        | Los comediantes de antaño | 3 aktes  | 13 februari 1874, Madrid, Teatro de la Zarzuela | Mariano Pina y Bohigas                           |
| 1873        | El domador de fieras | 1 akte   | 7 mei 1873, Madrid, Teatro de la Zarzuela       | Miguel Ramos Carrión en José Campo-Arana         |
| 1873        | El matrimonio interrumpido | 1 akte   | 1873, Madrid                                    | Miguel Pastorfido                                |
| 1874        | El barberillo de Lavapiés | 3 aktes  | 18 december 1874, Madrid, Teatro de la Zarzuela | Luis Mariano de Larra y Wetoret                  |
| 1875        | Juan de Urbina | 3 aktes  | 25 juli 1875, Madrid, Teatro de la Zarzuela     | Luis Mariano de Larra y Wetoret                  |
| 1875        | La vuelta al mundo | 3 aktes  | 1875, Madrid                                    | Luis Mariano de Larra y Wetoret                  |
| 1876        | Chorizos y polacos | 3 aktes  | 24 mei 1876, Madrid, Teatro Príncipe Alfonso    | Luis Mariano de Larra y Wetoret                  |
| 1876        | La confitera | 1 akte   | 22 december 1876, Madrid, Teatro Comedia        | Mariano Pina y Bohiga                            |
| 1877        | Artistas para La Habana | 1 akte   | 10 april 1877, Madrid, Teatro Comedia           | Rafael Maria Liern en Augusto E. Mandan y García |
| 1877        | Los carboneros | 1 akte   | 21 december 1877, Madrid, Teatro Comedia        | Mariano Pina y Bohigas                           |
| 1877        | El loro y la lechuza |          | 23 december 1877, Madrid                        | Mariano Fernández                                |
| 1878        | El triste Chactas | 1 akte   | 9 maart 1878, Madrid, Teatro Eslava             | Pedro María Barrera                              |
| 1879        | Los chichones | 1 akte   | 23 december 1879, Madrid, Teatro Comedia        | Mariano Pina y Bohigas                           |
| 1880        | !A Sevilla por todo! | 2 aktes  | 24 december 1880, Madrid, Teatro Alhambra       | Javier de Burgos                                 |
| 1883        | Sobre el canto de Ultreja | 1 akte   |                                                 | Flores Laguna                                    |
| 1883-1884   | De Getafe al paraíso of: La familia del tío Maroma | 2 aktes  | 5 januari 1884, Madrid, Teatro Variedades       | Ricardo de la Vega                               |
| 1884        | ¡Hoy sale hoy ...! (samen met: Federico Chueca y Robres) | 1 akte   | 16 januari 1884, Madrid, Teatro Variedades      | Tomas Luceño en Javier de Burgos                 |
| 1884        | Novillos en polvoranca of: Las hijas de Paco Ternero | 1 akte   | 12 december 1884, Madrid, Teatro Variedades     | Ricardo de la Vega                               |
| 1891        | El señor Luis el Tumbón of: Despacho de huevos frescos | 1 akte   | 6 mei 1891, Madrid, Teatro Apolo                | Ricardo de la Vega                               |

#### Operette
| Voltooid in | titel                            | aktes   | première                | libretto                  |
| ----------- | -------------------------------- | ------- | ----------------------- | ------------------------- |
| 1872        | El tributo de las cien doncellas | 3 aktes | 7 november 1872, Madrid | Rafael García Santisteban |

#### Revistas (Revue)
| Voltooid in | titel                 | aktes   | première     | libretto                                |
| ----------- | --------------------- | ------- | ------------ | --------------------------------------- |
| 1873        | El proceso del cancán | 2 aktes | 1873, Madrid | Rafael María Liern                      |
| 1878        | El diablo cojuelo     | 3 aktes | 1878, Madrid | Ramos Carrión en Mariano Pina Domínguez |

### Pedagogisch werk
- Las castañuelas

## Publicaties
- Cancionero musical de los siglos XV y XVI. Madrid. Real Academia de Bellas Artes de San Fernando, 1890. 636 p
- El canto de Ultreja. Madrid. Imprenta y Fundición de M. Tello, 1883. 14 p.
- Contestación al maestro Don Rafael Hernando. Madrid. Imp. de José M. Ducarcal, 1864 32 p.
- Discurso leído en la Academia de Bellas Artes de San Fernando en la sesión pública y extraordinaria del día 10 de mayo de 1874, para solemnizar la agregación de la Sección de Música. Madrid. Imp. y Fundición de Manuel Tello, 1874. 50 p.
- Discurso leído en la sesión séptima del Congreso Católico Nacional el día 2 de mayo de 1889. Madrid. Imp. de José M. Ducazcal, 1889. 32 p.
- Teatro completo de Juan del Encina. Ed. de la Real Academia Española, Madrid. 1893. 415 p.
- Don Francisco Asenjo Barbieri, Son Luis Carmena y Millán: Índice alfabético de los maestros compositores citados en este libro, in: Crónica de la ópera italiana en Madrid desde el año 1738 hasta nuestros días, Madrid: Imprenta de Manuel Minuesa de los Ríos, 1878, 451 p.
- Don Francisco Asenjo Barbieri, Son Luis Carmena y Millán: Índice alfabético de los cantantes que han actuado en las representaciones de ópera verificadas en los teatros de esta corte desde 1738, in: Crónica de la ópera italiana en Madrid desde el año 1738 hasta nuestros días, Madrid: Imprenta de Manuel Minuesa de los Ríos, 1878, 451 p.
- Don Francisco Asenjo Barbieri, Son Luis Carmena y Millán: Índice alfabético de los maestros directores de orquesta y coros que han actuado en los teatros de Madrid, y Se citan en este libro, in: Crónica de la ópera italiana en Madrid desde el año 1738 hasta nuestros días, Madrid: Imprenta de Manuel Minuesa de los Ríos, 1878, 451 p.
- El Teatro Real y el Teatro de la Zarzuela. Madrid. Imp. de José M. Ducazcal, 1877. 14 p.
- Crónica de la Lírica Española y Fundación del Teatro de la Zarzuela (1839–1863), Madrid: ICCMU. Edición Conmemorativa por el 150 Aniversario del Teatro de la Zarzuela, 2006., 397 p., ISBN 84-89457-37-9